# إرنست ستانلي
إرنست ستانلي (27 سبتمبر 1926 في المملكة المتحدة - 1 أغسطس 2006 في المملكة المتحدة) (بالإنجليزية: Ernest Stanley)‏ هو لاعب كريكت بريطاني (وحمل سابقاً جنسية المملكة المتحدة لبريطانيا العظمى وأيرلندا). لعب مع نادي مقاطعة ساسكس للكريكت ‏.

## وصلات خارجية
- إرنست ستانلي على موقع إي آس بي آن كريك إنفو (الإنجليزية)